# فشنگ مشقی ۵ در ۱
فشنگ مشقی ۵ در ۱ (انگلیسی: 5-in-1 blanks) نوعی فشنگ مشقی خاص هنرهای نمایشی است. نام این فشنگ ریشه در پنج سلاحی دارد که در فیلمهای وسترن هالیوود به صورت سنتی از آنها استفاده می‌شد. امروزه نمونه‌های جدیدی از این فشنگ مشقی ساخته شده که در انواع بیشتری از سلاح‌های گرم قابل استفاده اند. نمونه‌های جدید دارای پوکه پلاستیکی بوده که با خرج‌های مختلف  می‌توانند در صحنه‌های بسته یا فضای باز استفاده شوند.